# Kuenstlerhaus43
Das kuenstlerhaus43 bezeichnet sowohl ein freies Theater in Familienbesitz, als auch das Gebäude, in dem es sich befindet. Das Theater wurde 2005 von Susanne Müller und Wolfgang Vielsack in Wiesbaden gegründet. Bei der Darstellung bricht es regelmäßig und bewusst die übliche Trennung von Bühne und Zuschauerraum. Das kuenstlerhaus43 ist Initiator und Veranstalter der Burgfestspiele Wiesbaden. 

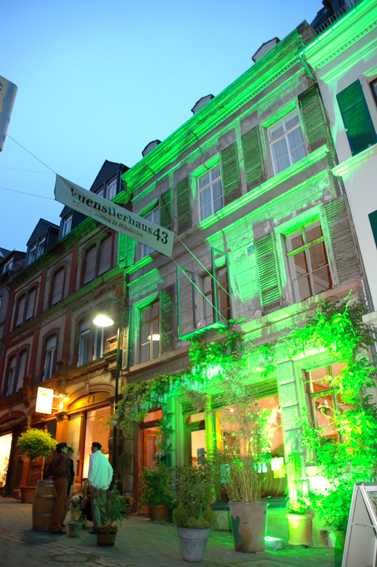
Das kuenstlerhaus43

## Theaterform
Das kuenstlerhaus43 praktiziert seit seiner Gründung eine ungewöhnliche Form des Theaters. Den meisten Produktionen ist gemein, dass keine Bühne im klassischen Sinne verwendet wird. Dies entstand ursprünglich aus Platzmangel, als 2006 die Aufführung von Romeo & Julia kurzfristig ins kuenstlerhaus43 verlegt werden musste. Da in dem alten Arbeiterhaus kein Platz war für einen klassischen Aufbau mit einer vom Zuschauerraum getrennten Bühne, entstand die Idee einer Inszenierung ohne diese Grenze. Schauspieler und Gäste trafen zusammen und interagierten miteinander, was einen starken Bruch der vierten Wand bedeutete. Der Erfolg dieser Inszenierung beeinflusste alle darauffolgenden Produktionen. Sie alle folgten dem Prinzip die Trennung zwischen Künstlern und Publikum möglichst gering zu halten.
Zwei weitere wiederkehrende Muster in den Produktionen sind die Abwandlung klassischer Texte und die Improvisation. Neben Eigenproduktionen greift das kuenstlerhaus43 oft auf bekannte Werke zurück, wobei es jedoch regelmäßig die Handlung in das historische Wiesbaden verlegt. Durch diese Verbindung zur Heimat der Zuschauer wird die Distanz zwischen Darstellung und dem Zuschauer weiter verringert. Der starke Einsatz von Improvisation in den Vorstellungen wird durch den teils direkten Umgang mit dem Publikum notwendig gemacht.

## Bühnen
Das Gebäude kuenstlerhaus43 liegt in Wiesbaden zwischen Innenstadt und Bergkirchenviertel. Es wurde im 19. Jahrhundert erbaut und ist eines der ältesten Häuser in dem ehemaligen Arbeiterviertel.
In der Vergangenheit fanden auch an anderen Orten Theaterproduktionen des kuenstlerhaus43 statt. So wurde z. B. im Schloss Johannisberg, im Hofgut Adamstal und zwischen 2011 und 2012 in einer Baulücke in der Kleinen Schwalbacher Straße in Wiesbaden gespielt.
2014 rief das kuenstlerhaus43 die Burgfestspiele Wiesbaden ins Leben. Das Freilichttheater auf der historischen Burg Sonnenberg zog über sechs Tage verteilt 1500 Besucher an. 2015 finden die zweiten Festspiele über drei Wochen statt. Sowohl 2014 als auch 2015 stand u. a. Nick Benjamin auf der Bühne.

## Inszenierungen

### Burgfestspiele Wiesbaden
2015: Räuber Hotzenplotz (Otfried Preußler), Der Diener zweier Herren (frei nach Carlo Goldoni), Sommernachtstraum (frei nach Shakespeare)
2014: Der Diener zweier Herren (frei nach Carlo Goldoni)

### Auswahl einiger Premieren
2013: Warten auf Gotôd (Michael P. Goldmann; angelehnt an Warten auf Godot von Samuel Beckett)
2012: Ein Esslöffel Leben (inspiriert von Anton Tschechow)
2010: Giacomo Casanova (Dinner-Theater)
2007: Leichenschmauß und Schwarze Katzen – Ein Haus voller Edgar Allan Poe (Dinner-Theater)
2006: Romeo & Julia (Dinner-Theater; frei nach Shakespeare)
2006: Rien ne va plus (Stadtkrimi; Auftragsarbeit des Kulturamtes der Landeshauptstadt Wiesbaden)
2005: Vom Kaiserwetter zum Donnerwetter (historischer Stadtrundgang; Auftragsarbeit der Kulturbetriebe der Landeshauptstadt Wiesbaden)